# Transaero
To the future together.

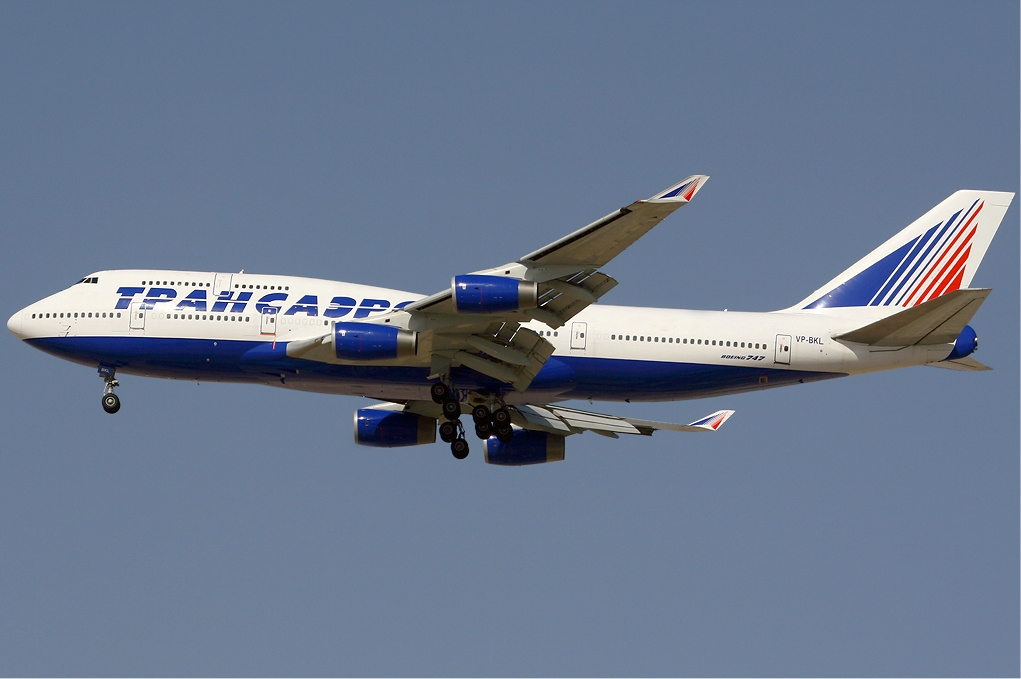
Transaero Boeing 747-400

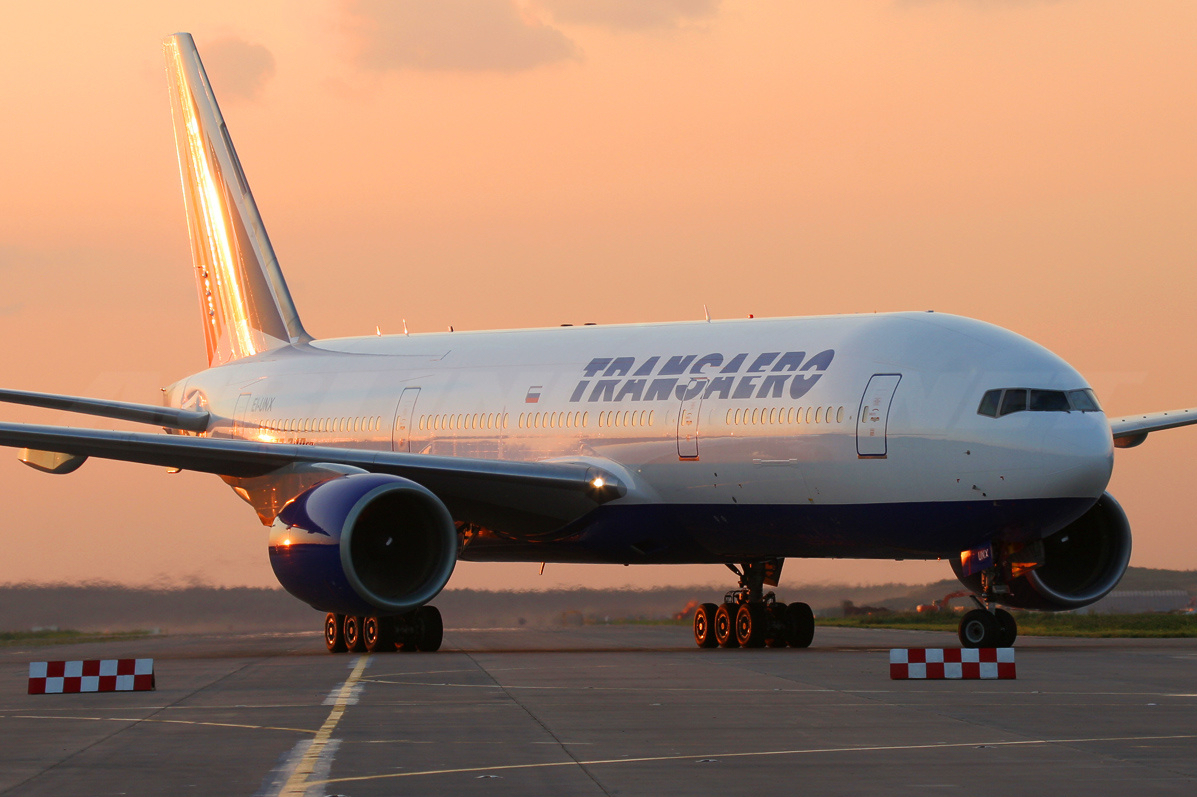
Transaero Boeing 777.

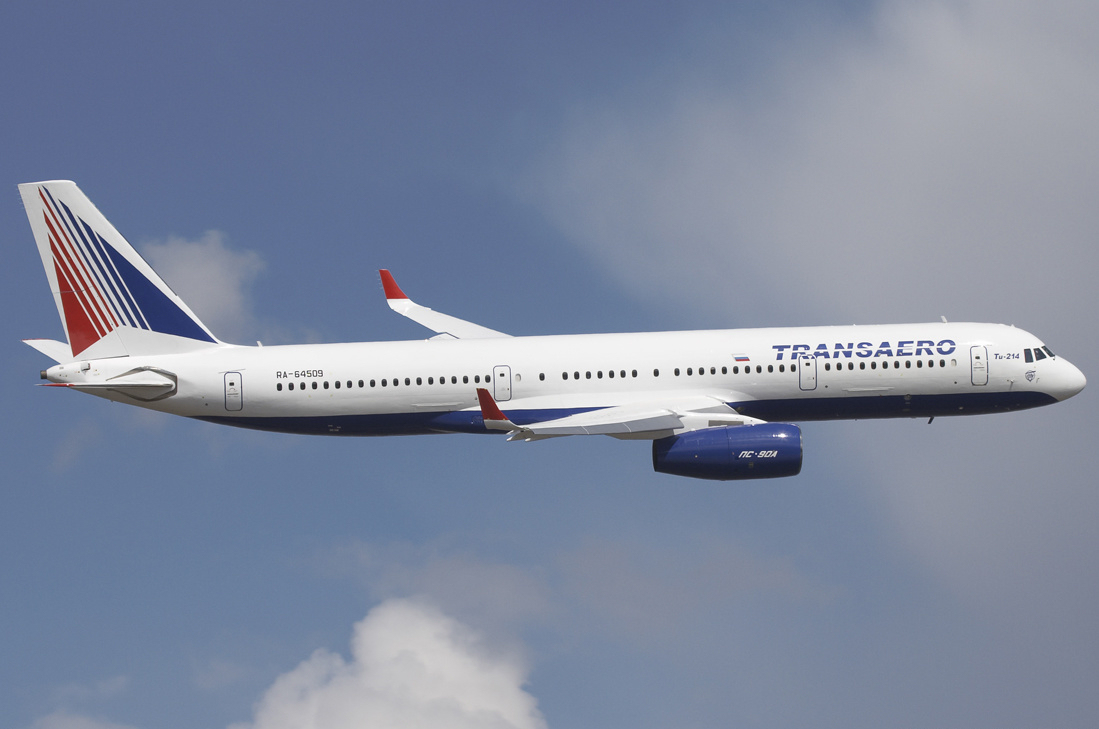
Transaero Airlines Tu-214.

Transaero  est la première compagnie aérienne privée dans l’histoire de la Russie basée à l'aéroport international Domodedovo. Elle a été créée le 5 novembre 1991 et était la deuxième compagnie aérienne russe derrière Aeroflot. Elle a cessé ses opérations le 25 octobre 2015.

## Historique
- Le 5 novembre 1991 date de naissance de Transaéro. C’est alors que son premier vol a été effectué (en avion loué) sous son propre code "UN", un vol charter sur l’itinéraire Moscou – Tel Aviv.
- 1992 Transaéro reçoit son premier avion Iliouchine Il-86. Il a été construit sur commande spéciale de la compagnie avec un intérieur modifié et une disposition d’ensemble améliorée. Le premier vol régulier Transaéro est exploité: Moscou – Norilsk.
- 1993 Transaéro est la première compagnie en Russie à recevoir des avions Boeing. La coopération fructueuse de la compagnie aérienne avec le consortium américain continue depuis. Transaéro commence à effectuer des vols réguliers de Moscou à Kiev, Almaty, Minsk, Riga. En novembre après la conclusion d'un accord entre la Russie et Israël sur la navigation aérienne régulière Transaéro commence à exploiter des vols réguliers sur l’itinéraire Moscou - Tel-Aviv en qualité du transporteur officiel de la part de la Russie.
- 1994 Transaéro ouvre des vols réguliers à destination de Novossibirsk, Tachkent, Iekaterinbourg, Odessa, Londres (via Riga), Eilat, Bakou, Vladivostok, Nijnevartovsk.
- 1995 Transaéro commence à effectuer des vols réguliers à destination de Saint-Pétersbourg, Irkoutsk, Ioujno-Sakhalinsk, Berlin, Francfort. Pour la première fois en Russie une compagnie élabore et met en œuvre un programme spécial d’encouragement des clients fidèles: Transaéro Privilège. Au mois de novembre sur la demande personnelle du Président du Kazakhstan Noursoultan Nazarbaïev le premier vol est effectué sur la ligne Moscou – Astana (qui portait le nom d’Akmola à l’époque). Transaéro devient la première compagnie aérienne étrangère ayant ouvert la navigation aérienne avec la future capitale du Kazakhstan.Elle est aussi reconnue par l’Association Internationale de Transport Aérien (IATA) comme la compagnie aérienne la plus dynamique au monde.
- 1996 La flotte d’avions de la compagnie est complétée pour la première fois par des avions long courier. Les premiers vols en Amérique sont effectués en direction de Los Angeles. Des vols réguliers Transaéro sont ouverts de Moscou à Karaganda, Krasnoïarsk, Omsk, Kichinev.
- 1997 Transaéro devient la première compagnie aérienne russe à laquelle l’Administration Aéronautique Fédérale de États-Unis (FAA) délivre un certificat donnant droit au service technique autonome des avions d’origine américaine. Transaéro commence à effectuer des vols réguliers à destination d'Hong Kong, U-Tapao.
- 1998 Transaéro effectue son premier vol transpolaire sur l’itinéraire Moscou – Krasnoïarsk – Toronto – New York. Transaéro est la première compagnie en Russie et deuxième dans le monde à recevoir des avions de nouvelle génération Boeing 737-700. Transaéro ouvre de nouveaux vols à destination d'Orel, Tioumen.
- 1999 Transaéro est la première compagnie en Russie à passer des accords avec d’autres transporteurs aériens nationaux et des compagnies de CEI sur l’exploitation commune des vols sur le principe du partage de codes.
- 2000 L'IATA reconnaît Transaéro comme leader mondial dans la sécurité des transports aériens. D’après les données de la corporation Boeing, la compagnie aérienne Transaéro devient leader dans le domaine d’efficacité d’exploitation des avions Boeing 737-700. Transaéro reçoit un certificat pour la maintenance autonome du matériel aéronautique d’origine étrangère selon le système européen JAR-145. Transaéro commence à effectuer des vols réguliers entre Moscou et Strasbourg, Atyraou.
- 2001 Transaéro transfère sa base à l’aéroport international Domodedovo (l'aéroport le plus moderne et confortable de Russie). Olga Plechakova devient Directeur Général de Transaéro en tant que première femme à la tête d’une compagnie aérienne dans l’histoire de la Russie.
- 2002 La flotte de la compagnie aérienne est complétée par de nouveaux appareils: long-courriers Boeing 767-200 et moyen-courriers Boeing 737-300. Transaéro effectue le premier vol direct dans l’histoire de Moscou à Taipei.
- 2003 La flotte de la compagnie aérienne est complétée par de nouveaux appareils long-courriers Boeing 767-300. Olga Plechakova, Directeur Général de Transaéro, devient lauréat du prix national Olympia en nomination « Renommé d’affaires sans reproche ». À l’aéroport international Domodedovo Transaéro devient la première compagnie en Russie à introduire le système d’enregistrement à chaque comptoir pour tous ses vols, ce qui permet aux passagers de gagner beaucoup de temps. En décembre Transaéro devient la première compagnie aérienne russe ayant ouvert à l'aéroport international Domodedovo son propre salon pour les passagers de la classe affaires. Transaéro ouvre de nouvelles lignes : Moscou - Chimkent, Simféropol, Petropavlovsk-Kamtchatski, Cologne. Le programme de charter de la compagnie aérienne couvre une région énorme : de l’Atlantique jusqu’au Pacifique.
- 2004 Par le décret du Président du Kazakhstan Noursoultan Nazarbaïev le Président du Conseil des Directeurs de la compagnie aérienne Transaéro Alexandre Plechakov est décoré par l’ordre d’Honneur « Courmet ». À l’Exposition Internationale de Moscou « Voyages et tourisme » MITT-2004 Transaéro remporte la victoire en nomination « Meilleure compagnie aérienne de la Russie ». Des vols réguliers Transaéro sont ouverts à destination d’Anadyr, Aktaou, Taibei et Édimbourg. Un nouveau bureau de ventes Transaéro est ouvert au centre de Moscou près du Kremlin. Transaéro passe des accords de coopération sociale avec le Gouvernement de Saint-Pétersbourg et l’Administration de la Région d’Orel. Le Directeur Général de la compagnie aérienne Transaéro Olga Plechakova est décorée de l’ordre « Mécénat ». Transaéro devient lauréat du prix national « Compagnie de l’année 2004 ».
- 2005 Transaéro et la société de leasing « Finansovaya Lisingovaya Compagnia » passent des accords de leasing pour 10 appareils Tupolev Tu-214. Transaéro devient le premier et le seul compagnie en Russie a exploiter des : Boeing 747. Transaéro passe un accord avec la société de leasing américaine « Pegas » sur le leasing de six nouveaux appareils Boeing 737-800 Next-Generation. Transaéro lance le système le plus poussé en Russie de vente des billets d’avion sur Internet. Les espaces affaires des avions Boeing 737 de Transaéro sont réaménagés, de nouveaux sièges apportent aux passagers une sensation de confort incomparable. Transaéro ouvre de nouveaux vols réguliers de Moscou vers Montréal, Bangkok, Kuala Lumpur, Denpasar, Sanya, ainsi que de Saint-Pétersbourg à Bangkok. Transaéro est nommée transporteur régulier de la fédération de Russie sur cinq villes de la république populaire de Chine. Transaéro devient le transporteur majeur russe dans la région de l’Asie du Sud-Est. Dans le cadre du programme de partenariat social des autorités et du business, Transaéro transporte gratuitement sur ses différentes lignes près de 3 000 anciens combattants de la Grande guerre nationale. L’Assemblée Générale des actionnaires de ОАО « Compagnie Aérienne Transaéro » prend la décision d’enregistrer l’entreprise à Saint-Pétersbourg. Transaéro devient lauréat du prix « Olympe Commercial Russe » dans la nomination «Pour les succès distingués dans le développement du transport aérien». Transaéro devient lauréat du prix national «Zolotaya kolesnitsa» (Char doré) instauré par la Douma et le ministère des Transports de la fédération de Russie, en nomination principale « Leader du transport aérien russe ». Le Directeur Général de Transaéro Olga Plechakova est décoré de l’ordre « Honneur et vaillance » et devient lauréat du prix « Olympe National Russe » en nomination «Meilleur manager 2005».
- 2006 La compagnie aérienne Transaéro procède à l’enregistrement officiel à Saint-Pétersbourg. Les obligations de Transaéro-finances sont placées avec succès à la Bourse de change interbancaire de Moscou. Transaéro ouvre des nouveaux vols réguliers Moscou – Boukhara, Ouralsk, Toronto. La certification de la compagnie aérienne Transaéro d’après les standards de qualité internationaux ISO 9001:2000 est accomplie avec succès.
- 2011 Transaéro annonce une commande de 4 Airbus A380, une première pour une compagnie aérienne russe[2].
- 2012 Transaéro confirme une commande ferme de 4 Boeing 787 Dreamliner[3]
- 2013 Transaero a été élue "compagnie aérienne la plus innovante" lors de la cérémonie des Skytrax au salon de Paris. C'est la première fois qu'une compagnie Russe reçoit cette récompense[4].
- Septembre 2015 Transaero annonce son rachat par la compagnie Aeroflot pour un prix symbolique de 1 rouble (1,3 centime d'euros). Le contrôle des activités opérationnelles de Transaero doit passer à Aeroflot d'ici le 7 septembre 2015. Cette opération doit aider Aeroflot à atteindre son objectif de transporter 70 millions de passagers par an d'ici 2025[5].
- Octobre 2015, le gouvernement russe retire la licence d'exploitation de la compagnie avec effet au 26 octobre 2015. Cependant, la compagnie suspend ses vols dès la veille.

## Restructuration

### Mise en faillite
Le 2 octobre 2015, le gouvernement russe ordonne à Transaero de ne plus vendre des billets.
Toutefois, Transaero garde sa licence d'exploitation. Aeroflot n'a pas reçu l'accord des actionnaires de Transaero pour racheter 75 % de son capital dans les temps, soit au plus tard le 28 septembre. Aeroflot a décidé de ne pas prolonger la validité de la proposition. Les passagers de Transaero seront pris en charge par la compagnie nationale russe, les clients se verront transportés ou seront remboursés. Les 10 000 salariés seront transférés chez la concurrente Aeroflot. Toutes les commandes de Transaero sont en suspens. La décision finale se doit maintenant à la justice russe.

## Logo
En 2014, Transaero présente un nouveau logo.

Évolution du logo
Logo avant  2014.
Logo depuis 2014

## Code data
- Association internationale du transport aérien AITA Code : UN
- Organisation de l'aviation civile internationale OACI Code : TSO
- Nom d'appel : Trans Soviet

## Chiffres
- Transaéro confirme négocier avec Airbus l'achat d'Airbus A320 et confirme son engagement d’effectuer le programme d’état qui prévoit l’achat de dix avions Tupolev Tu-214.
- 22 septembre 2006 Transaéro confirme l'achat de 8 Airbus A330-200. Pour une première livraison prévue en 2009
- août 2006 247 717 passagers transportés (hausse de 21 %), 1 672 609 tonnes cargo transportées (hausse de 5 %) et 1 430 vols effectués (hausse de 15 %).
- En 2013, Transaero exploite des vols sur 190 lignes. 80 % de passagers sont ceux des lignes internationales, car la compagnie concentre sur ces lignes depuis sa fondation[8].
- En dépit de la taille de ses appareils, la deuxième compagnie aérienne russe enregistre plus de 80 % de taux d'occupation des sièges en 2013. Cela assure une bonne rentabilité pour cette compagnie[8].
- Transaero a transporté sur les six premiers mois de l'année 2015 5.7 millions de passagers, derrière aeroflot et ses 10.9 millions[9]

## Sécurité
Transaéro est l'une des compagnies aériennes russes les plus sûres. En mars 2011, elle a passé avec succès des audits de l'IATA sur la sécurité aérienne.
Le 8 octobre 2015, l'agence Fédérale russe de l'aviation aérienne (Rosaviatsia) a commencé une enquête sur la sécurité des vols de Transaero. L'agence Fédérale russe de l'aviation aérienne a des doutes sur la sécurité des vols de Transaero à la suite de son endettement. Rosaviatsia pense que la compagnie ne peut plus garantir une formation suffisante de ses pilotes pour piloter ses appareils en toute sécurité, de maintenir la navigabilité de ses nombreux types d’appareils, ou d’assurer la maintenance des aéronefs en temps opportun. Le doute de manque de sécurité sur ses vols s'est encore renforcé à la suite d'un incident jugé grave (Voir ci-dessous) avec un Boeing 737-500 de la compagnie.

## Flotte historique

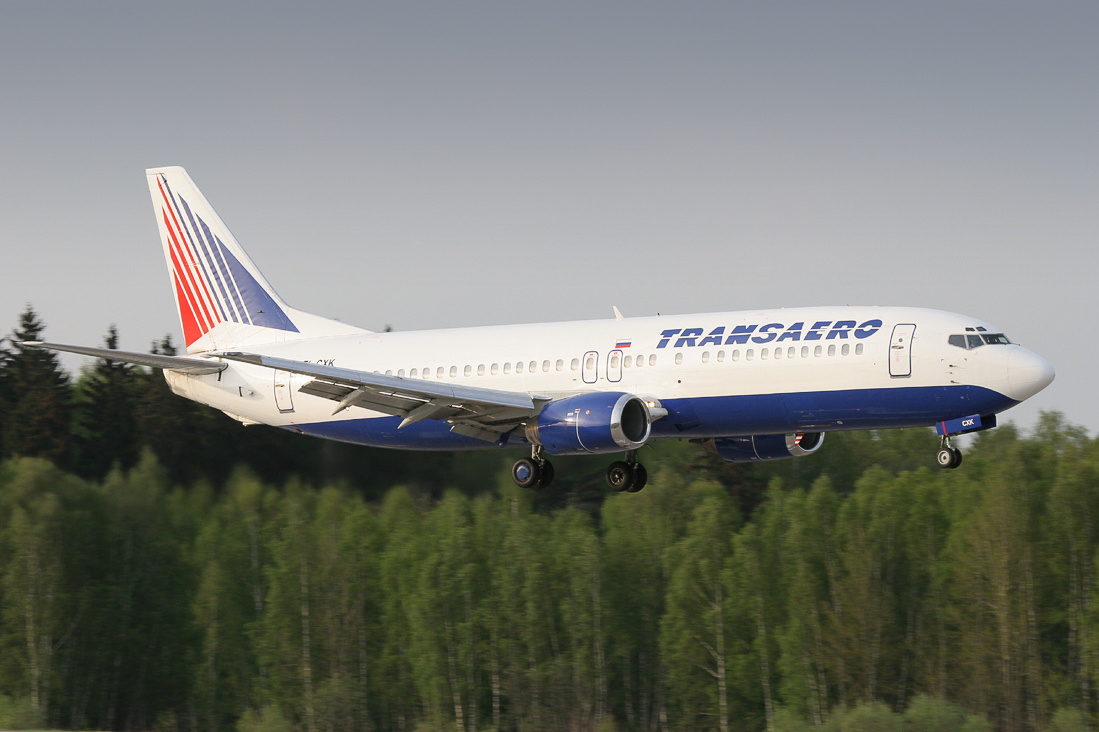
Boeing 737-400 de Transaero

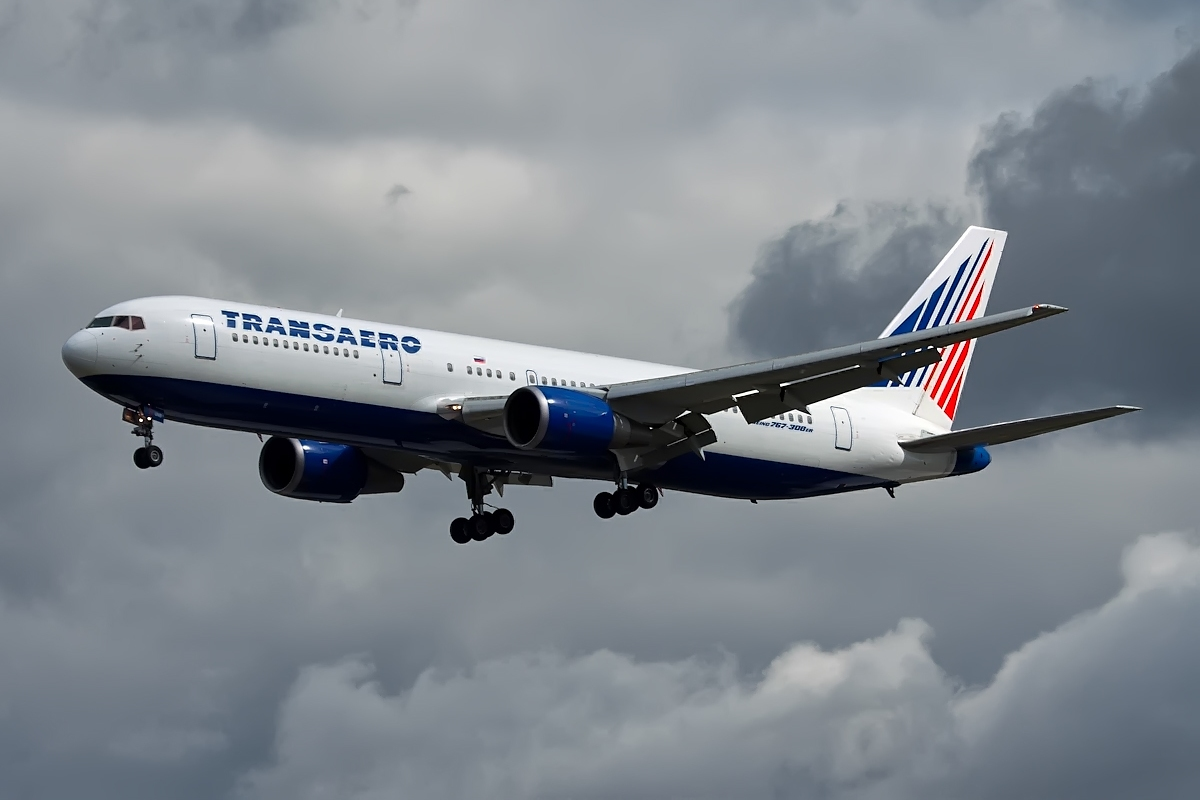
Boeing 767-300ER

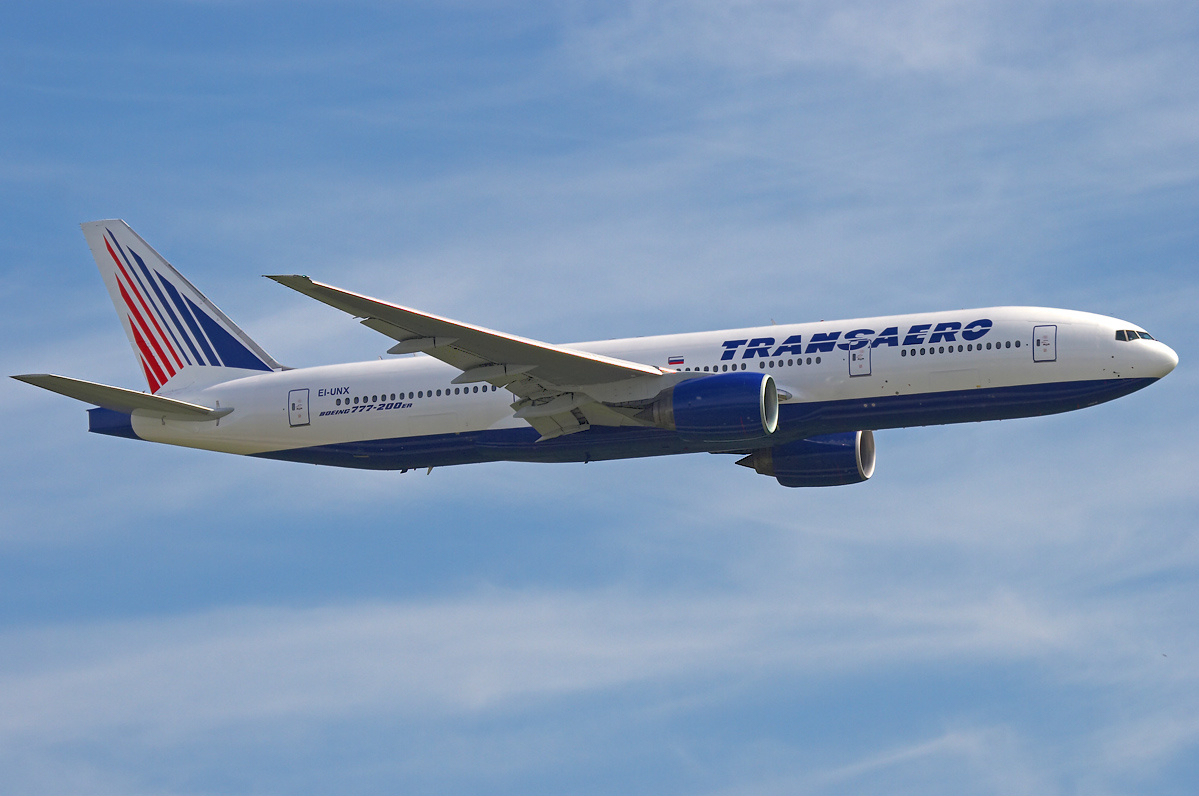
Boeing 777-200ER de la compagnie

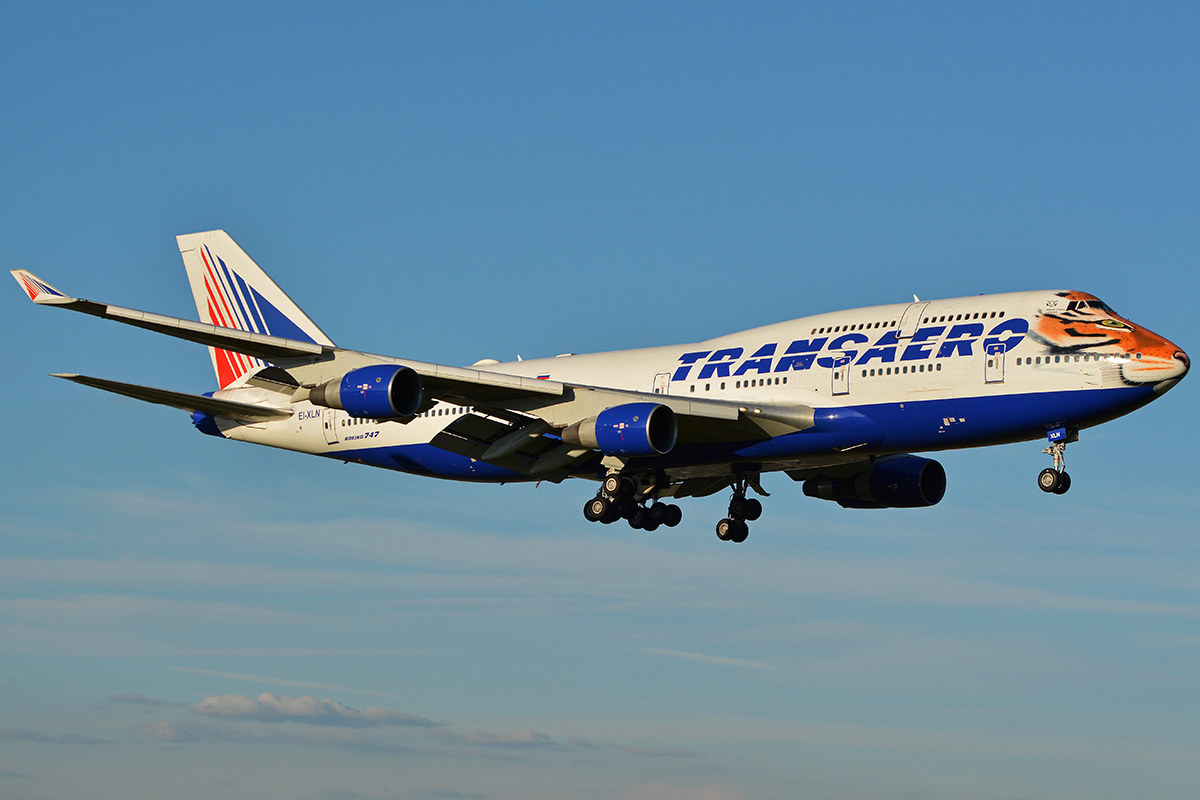
Boeing 747-400 de Transaero arborant la livrée Tigre de l'Amour

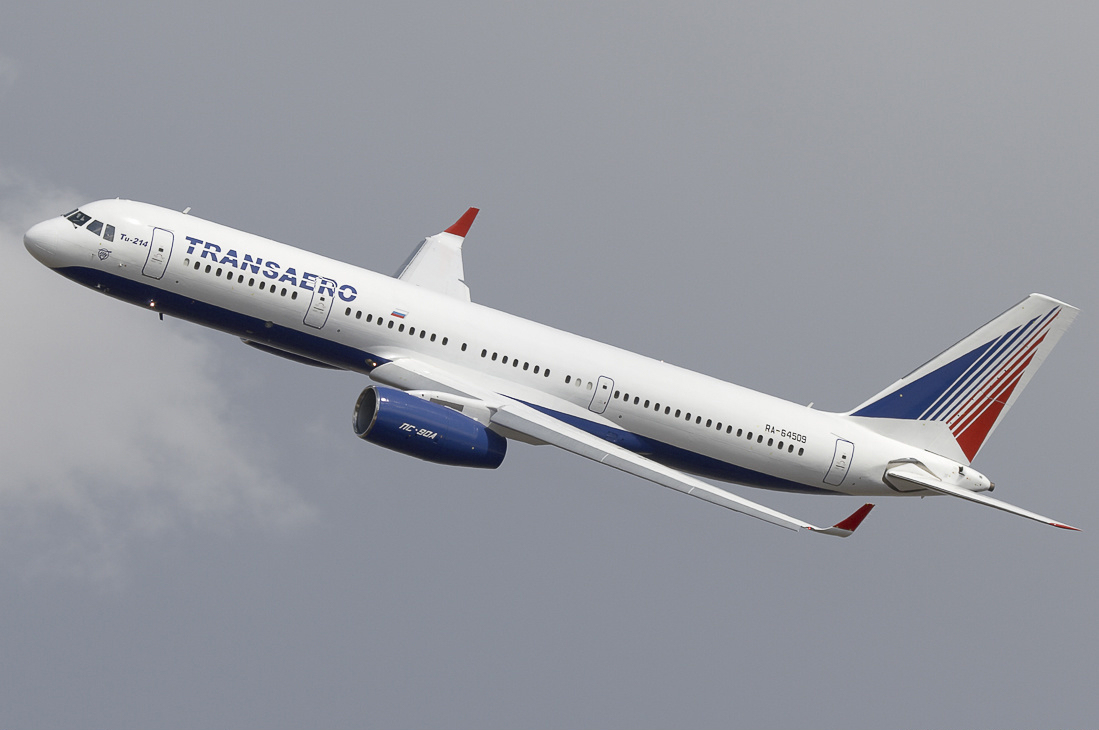
Tupolev TU-214

Au 30 septembre 2015, peu avant la faillite de la compagnie, Transaero exploitait les appareils suivants,:
À l'exception des appareils russes, les avions de la flotte de Transaero étaient essentiellement enregistrés en Irlande et aux Bermudes, en raison d'une difficulté des règles russes

## Incident.
Le 25 septembre 2015, un Boeing 737-500 de Transaero avec 144 passagers à bord a atterri à l’aéroport de Krasnodar sur une piste fermée en raison de travaux de maintenance.